# Paraboea
Paraboea es un género con diez especies de plantas herbáceas  perteneciente a la familia Gesneriaceae. Es originario del sureste de Asia dende se distribuye por Bután, Indonesia, Filipinas, China, Malasia, Birmania, Tailandia y Vietnam. Comprende 121 especies descritas y de estas, solo 21 aceptadas.

## Descripción
Son hierbas o arbustos, rara vez, perennes, de hábitos litófitas o terrestres, rizomatosas con tallos o sin tallos. Las hojas son basales, agrupadas en el ápice del tallo, o  a lo largo del tallo y opuestas, rara vez dispuestas en espiral, atenuadas en la base a cuneada, rara vez redondeadas a peltadas - auriculadas. Las inflorescencias en cimas, a veces con forma de umbelas, corimbos o panículas, laxas, rara vez densas, axilares o en panículas terminales, con 1 a 3 brácteas. Cáliz actinomorfo, rara vez ligeramente zigomorfa. La corola de color blanco, azul o morado, zigomorfa, en forma de tubo, campanulada, no hinchadaa. El fruto en forma de cápsula.

## Taxonomía
El género fue descrito por C.B.Clarke Ridl. y publicado en Journal of the Straits Branch of the Royal Asiatic Society 44: 63. 1905.
Etimología
Paraboea: Nombre genérico que deriva del prefijo del griego antiguo: μαρα, para = "similar, parecido", y Boea, aludiendo a la similitud y afinidad entre los dos géneros.

## Especies seleccionadas
- Paraboea acutifolia B.L.Burtt
- Paraboea amplifolia Z.R.Xu & B.L. Burtt
- Paraboea bakeri M.R. Hend.
- Paraboea barbatipes K.Y.Pan
- Paraboea berouwensis 	X.R. Xu & B.L. Burtt
- Paraboea bintangensis 	B.L. Burtt
- Paraboea burtii 	Z.R. Xu